# Michał Lasocki (sędzia)
Michał Piotr Lasocki (ur. 1 sierpnia 1862 w Zaborowie, zm. 11 października 1938 w Milanówku) – posiadacz ziemski i społecznik, a także sędzia, założyciel letniska Milanówek. 
Był synem Leona Lasockiego, podówczas dziedzica Zaborowa, a następnie właściciela majątku Brochów, i Agnieszki Bronisławy Łuszczewskiej, do której należał majątek Milanówek, w dużej części złożony z lasów. W 1899 Michał Lasocki nabył od matki Milanówek, a następnie utworzył spółkę, w której miał połowę udziałów, a której celem było utworzenie na terenie Milanówka letniska. W 1901 dzięki staraniom spółki doprowadzono do Milanówka linię kolejową i zbudowano przystanek. W 1908 Michał Lasocki założył Milanowskie Towarzystwo Letnicze i został jego pierwszym prezesem. Ofiarował także działkę na budowę pierwszego w letnisku kościoła, od imienia jego zmarłej w dzieciństwie córki patronką parafii ustanowiono św. Jadwigę Śląską. Rozwój osiedla przystacyjnego spowodował kolejne parcelacje terenów leśnych w 1910 i 1923 roku. Na kolejnych podarowanych letnisku przez Lasockiego działkach powstały ośrodek rekreacyjno-kulturalny "Rozrywka" oraz Teatr Letni. Powstały także urządzenia sportowe, korty tenisowe i boisko do siatkówki. Poza działalnością związaną z urządzaniem letniska, Michał Lasocki był także sędzią w Grodzisku Mazowieckim. Pochowany został na warszawskich Powązkach.
Obecnie milanowski park, urządzony na terenach podarowanych Milanówkowi przez Michała Lasockiego nosi jego imię. Herb szlachecki Dołęga, którym pieczętowali się Lasoccy, umieszczono w herbie miasta. 29 grudnia 2006 dokonano w Milanówku odsłonięcia tablicy pamiątkowej, upamiętniającej postać Michała Lasockiego.